# Кувейтско-рашидийская война
Кувейтско-Рашидийская война (англ. Kuwaiti-Rashidi war) — вооружённый конфликт между Шейхством Кувейт и Эмиратом Джебель-Шаммар, длившийся с 1900 по 1901 год.
Война началась 15 декабря 1900 года, когда шейх Кувейта Мубарак ас-Сабах начал рейд в центральную Аравию. Сначала ему сопутствовал успех, кувейтцы двинулись в Неджд к концу февраля 1901 года и к 11 марта захватили Унайзу, Бурайду и Аль-Зульфи. Большая часть Эр- Рияда также была захвачена (кроме осажденной цитадели), откуда кувейтцы предприняли попытку похода на Хаиль. 11 марта кувейтцы начали преследование эмира Джебель-Шаммара, который, как предполагалось, находился в окрестностях Хаиля. Тем не менее, 17 марта 1901 года, когда кувейтская армия потерпела поражение в битве при Шарифе, успех был уже на стороне Джебель-Шаммара и кувейтское войско повернуло вспять.
Узнав об этом поражении, Ибн Сауд, осаждавший форт Масмак в Эр-Рияде который защищал Альджан ибн Мухаммад, поспешно отступил в Кувейт, и эмир Кувейта последовал его примеру, прибыв в Кувейт 31 марта. Эмир Джебель-Шаммара Абд аль-Азиз ибн Митаб Аль Рашид попытался развить свой успех, осадив Аль-Джахру, но отступил из Кувейта, не сумев захватить Аль-Джахру в течение 2-3 недель.

## Битвы
1. Битва при Шарифе
2. Битва при Рахиме
3. Осада форта Масмак
4. Осада Аль-Джахры